# Боуэлл, Эдвард
Эдвард Боуэлл (англ. Edward L. G. Bowell; 1943) — американский астроном, первооткрыватель комет и астероидов, который родился в 1943 году в Лондоне, также известный как Тед Боуэлл. В период 1977 по 1994 год на станции Андерсон-Меса им было обнаружено в общей сложности 572 астероида, в том числе троянские астероиды (2357) Ферекл, (2759) Идоменей, (2797) Тевкр, (2920) Автомедон, (3564) Талфибий, (4057) Демофон и (4489) 1988 AK. Также совместно с другим американским астрономом Брайаном Скиффом им были обнаружены короткопериодическая комета 140P/Боуэлла — Скиффа и долгопериодическая комета C/1980 E1.
Начальное образование получил в школе Эмануэль в Лондоне, потом поступил сначала в Университетский колледж Лондона, а затем в Парижский университет (Сорбонна). С 1970-х годов работал на станции Андерсон-Меса. С 1993 по февраль 2008 года возглавлял проект LONEOS по поиску околоземных объектов в обсерватории Лоуэлла.
В знак признания его заслуг одному из астероидов было присвоено его имя (2246) Боуэлл.